# Frontière entre le Botswana et le Zimbabwe
La frontière entre le Botswana et le Zimbabwe est la frontière séparant le Botswana et le Zimbabwe.
Le Botswana a mis en place une barrière métallique électrifiée de 2,50 m de haut, longue de 500 km sur sa frontière avec le Zimbabwe, empêchant toute migration du travail en provenance de ce pays.
Cette clôture a été édifiée en 2003 sous le prétexte de lutte contre la propagation de l'épidémie de fièvre aphteuse.